# Re-Horachte
| N5 | G5 | N19 |

| N5 | G5 | N19 |

Re-Horachte (Ra-Horachte, Ra-Horachty – egip. Ra [jako] Horus [Pan] Obydwu Horyzontów), bóstwo powstałe z połączenia Re i Horachte, Horachte co prawda początkowo było bóstwem solarnym istniejącym samodzielnie, później jednak zostało połączone z Re; był bogiem „słońca porannego”; z racji wątku Horusowego ukazywany był z głową sokoła.